# خط طول 122° غرب
خط طول 122° غرب هو أحد خطوط الطول الجغرافية، والتي تمتد من القطب الشمالي الجغرافي إلى القطب الجنوبي الجغرافي، وحسب التحويل الزمني يتأخر خط طول 122° غرب عن خط غرينتش بـ8 ساعات و8 دقائق.

## من القطب إلى القطب
ينطلق خط طول 122° غرب من القطب الشمالي نحو القطب الجنوبي مرورا بالمناطق التي ترد في الجدول التالي:
| الإحداثيات                           | البلد أو الإقليم أو البحر | ملاحظات |
| ------------------------------------ | ------------------------- | --- |
| 90°0′N 122°0′W / 90.000°N 122.000°W  | المحيط المتجمد الشمالي    | |
| 76°26′N 122°0′W / 76.433°N 122.000°W | كندا                      | الأقاليم الشمالية الغربية — جزيرة الأمير باتريك                                                                          |
| 76°2′N 122°0′W / 76.033°N 122.000°W  | مضيق مكلور [لغات أخرى]‏    | |
| 74°31′N 122°0′W / 74.517°N 122.000°W | كندا                      | الأقاليم الشمالية الغربية — جزيرة بانكس                                                                                  |
| 71°19′N 122°0′W / 71.317°N 122.000°W | خليج أموندسن              | |
| 69°48′N 122°0′W / 69.800°N 122.000°W | كندا                      | الأقاليم الشمالية الغربية — مرورا عبر the بحيرة الدب العظيم كولومبيا البريطانية — من 60°0′N 122°0′W / 60.000°N 122.000°W |
| 49°0′N 122°0′W / 49.000°N 122.000°W  | الولايات المتحدة          | واشنطن (ولاية) أوريغون — من 45°37′N 122°0′W / 45.617°N 122.000°W كاليفورنيا — من 42°1′N 122°0′W / 42.017°N 122.000°W     |
| 36°58′N 122°0′W / 36.967°N 122.000°W | المحيط الهادئ             | |
| 60°0′S 122°0′W / 60.000°S 122.000°W  | المحيط الجنوبي            | |
| 73°35′S 122°0′W / 73.583°S 122.000°W | القارة القطبية الجنوبية   | أرض غير مطالب بها |